# Seroki-Parcela
Seroki-Parcela [sɛˈrɔki parˈt͡sɛla] est un village polonais de la gmina de Teresin dans le powiat de Sochaczew et dans la voïvodie de Mazovie.